# Donn Trenner
Donald ″Donn" Trenner (* 10. März 1927 in New Haven, Connecticut; † 16. Mai 2020) war  ein US-amerikanischer Arrangeur und Pianist der Swingära und des Modern Jazz. Er arbeitete bei Charlie Barnet sowie mit Charlie Parker und Stan Getz.

## Leben und Wirken
Zu Beginn seiner Karriere spielte Trenner 1943 bis 1945 bei Ted Fio Rito. Gemeinsam mit seiner Frau, der Sängerin Helen Carr, gehörte er 1947 dem Orchester von Buddy Morrow an. 1948 leitete er mit ihr ein Trio in San Francisco. 1950–51 arbeitete Trenner bei Charlie Barnet, außerdem spielte und arrangierte er ab 1953 bei Jerry Gray, Charlie Parker, Stan Getz, Georgie Auld, Jerry Fielding, Skinnay Ennis, Les Brown, Lena Horne oder Nancy Wilson. 1957 wirkte er bei Oscar Pettiford und bei Anita O’Day sowie 1958 in Europa. Außerdem nahm er Schallplatten mit Tommy Dorsey, Howard McGhee, Francis Faye, Betty Roche, Nelson Riddle oder Paul Broadnax auf. In den 1960er Jahren arbeitete er vorwiegend als Studiomusiker, Arrangeur und musikalischer Leiter für TV-Produktionen (wie für Shirley MacLaine, die Steve Allen Show und Nightlife Show).

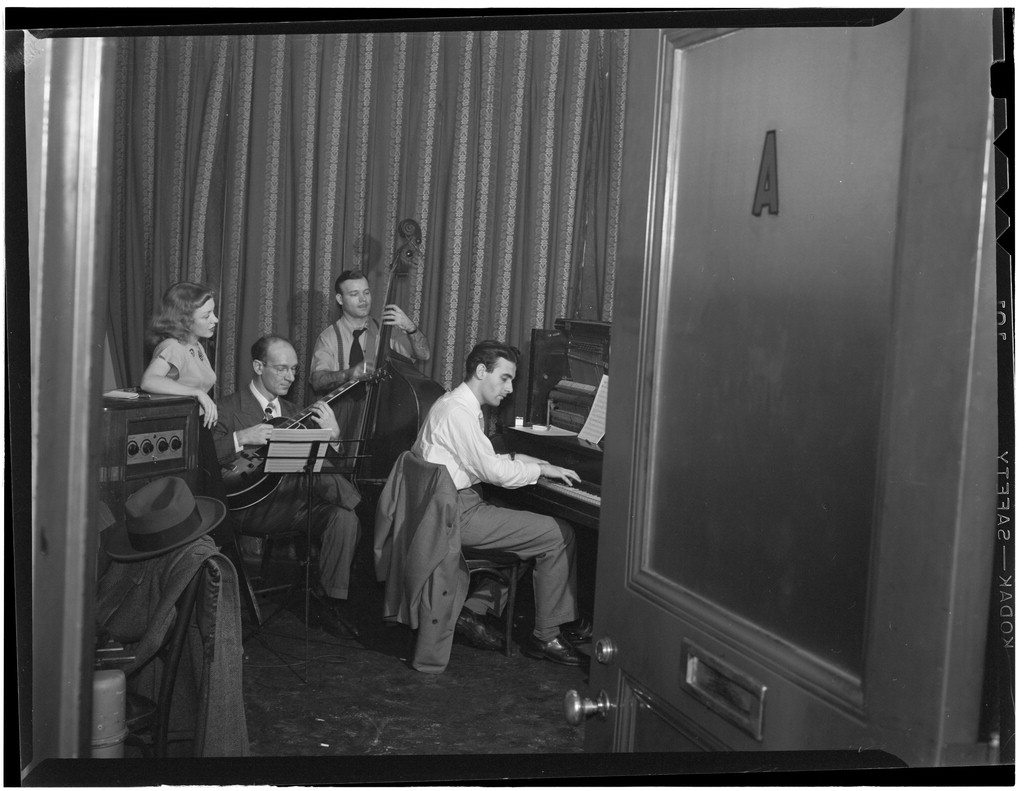
Donn Trenner (rechts) mit (von links) Helen Carr, Sammy Herman und Joe Bianco, Nola's, New York, ca. Februar 1947.
Fotografie von William P. Gottlieb.

## Auswahldiskographie
- Donn Trenner Trio: Chet Baker - Get Together[2]
- Charlie Barnet: The Capitol Big Band Sessions (Capitol, 1948–50)
- Les Brown: The Swingin' Sound (Fresh Sound Records, 1959)
- Stan Getz & Chet Baker: Together for the First Time! (Fresh Sound, 1952–53)
- Charles Mingus: West Coast 1945–1949 (Uptown, 1945–49)
- Betty Roche with the Conte Candoli Quintet: Take The "A" Train (Affinity, 1956)